# 比德韋爾堡 (加利福尼亞州)
比德韋爾堡（英語：Fort Bidwell）是位於美國加利福尼亞州莫多克縣的一個人口普查指定地區。

## 地理
比德韋爾堡的座標為41°51′58″N 120°09′05″W / 41.86611°N 120.15139°W，而該地最高點為海拔高度1391米（即4561英尺）。

## 人口
根據2010年美國人口普查的數據，比德韋爾堡的面積為8.332平方千米，當中陸地面積為8.288平方千米，而水域面積為0.044平方千米。當地共有人口173人，而人口密度為每平方千米20人。